# Пантелеев, Александр Васильевич
Алекса́ндр Васи́льевич Пантеле́ев (7 апреля 1932, Великие Луки — 31 июля 1990, Вологда) — советский художник, график, монументалист, сценограф. Член Союза художников СССР с 1956 года. С 1966 года Заслуженный художник БАССР. Заслуженный художник РСФСР (1974).

## Биография

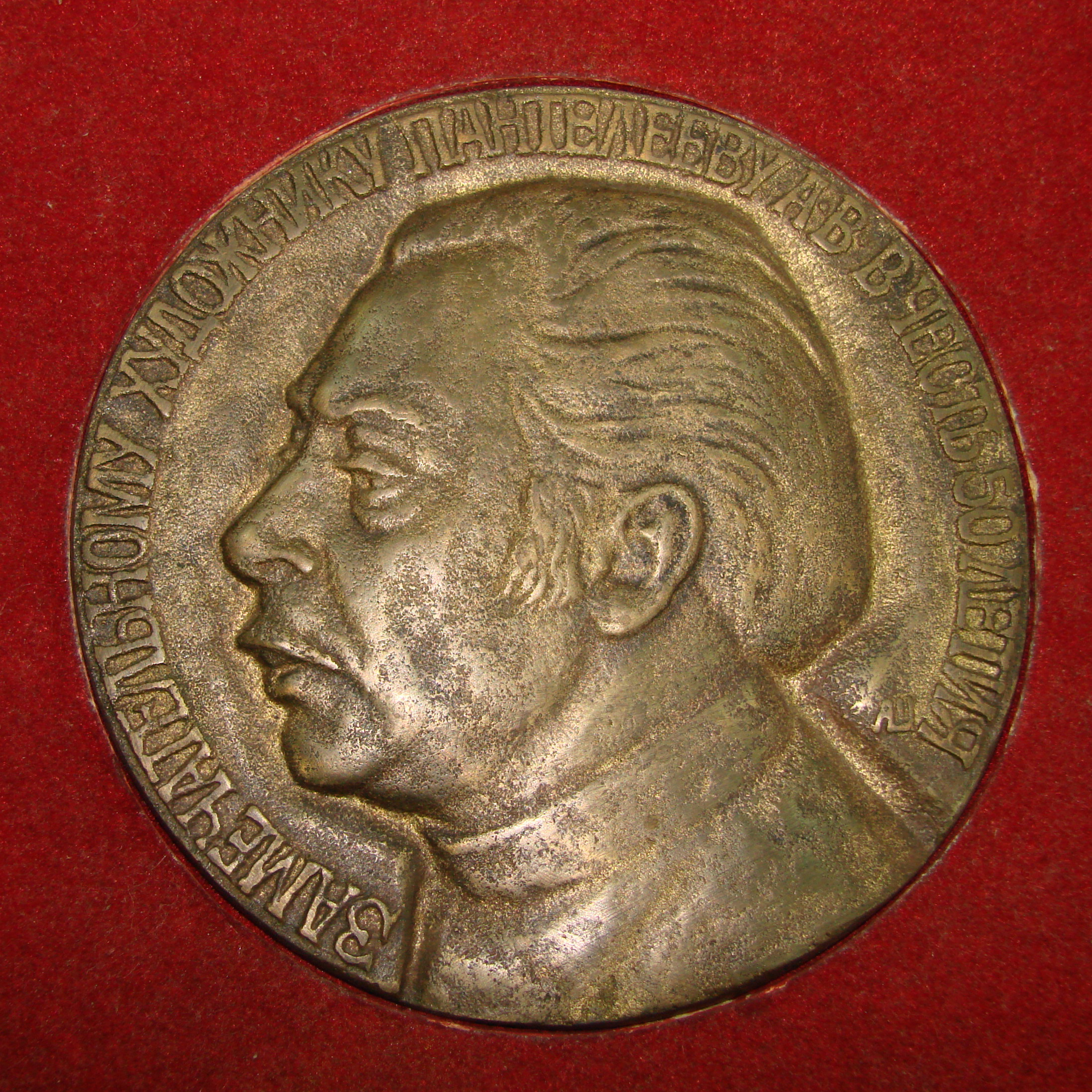
Юбилейная модель

Александр Васильевич родился 7 апреля 1932 года в городе Великие Луки в театральной семье. В 1948 году поступил и в 1953 году окончил Уфимское театрально-художественное училище. Член Союза художников СССР с 1956 года. В 1976 году по приглашению В. Н. Корбакова художник переехал из Уфы в Вологду. С 1977 по 1983 и с 1987 по 1989 годы Александр Васильевич возглавлял Вологодскую организацию Союза художников России.
Александр Васильевич Пантелеев скончался 31 июля 1990 года в одной из больниц города Вологды.

## Творческая деятельность
Первыми творческими работами тринадцатилетнего Саши Пантелеева стали эскизы декораций к пьесам А. С. Грибоедова «Горе от ума» и Лопе де Вега «Фуэнте Овехуна». После художественного училища он написал эскизы декораций для Башкирского государственного театра оперы и балета и Республиканского русского драматического театра. Всего Александр Васильевич поработал над созданием декораций к 17 постановкам. Александр Васильевич участник республиканских (с 1953 года), зональных (с 1964), всесоюзных и зарубежных художественных выставок (с 1957). С 1969 года прошло шестнадцать персональных выставок художника. Его картины и рисунки хранятся в 40 музеях России и стран СНГ. Шесть картин находятся в Государственной Третьяковской галерее. Фонды Вологодской картинной галереи насчитывают 136 произведений живописи и 1268 рисунков А. В. Пантелеева. Картины «Март», «Бухара» находятся в Художественном музее им. М. В. Нестерова, «Горлицы» в Пермской художественной галерее, «Голубые минареты» в Тюменском музее изобразительного искусства, «Зима. Скалы» и «Уфимская ТЭЦ» в Художественном фонде Союза художников РФ, «Уральский натюрморт» в Министерстве культуры России. Более 80 работ художника приобретены частными коллекционерами.

## Основные работы
Приуралье, х. м., 1954. Зимний пейзаж, х. м., 1955, Голубые снега, х. м., 1956. Индустриальный мотив, х. м., 1956. Март, х. м,, 1956. Весенняя таль 1956. Сторожевые острова, х. м., 1957—1958. Башкирский рудник, х. м, 1957. Медный рудник, х. м., 1959. Серия «Край Башкирский», 1960: Зимний путь, х. м.; Весенние пастбища, х. м.; Солнечные снега, х. м.; Зимой на речке Куркатаве, х. м.; Горы-увалы, х. м.; Пашня, х. м., 1962. Над снегами, х. м., 1962. Перед снегопадом, х. м., 1962. Ирендык. Бабье лето, х. м, 1962. В Башкирии, х. м., 1963. К геологам, х. м., 1963. Северный Урал, х. м., 1963. Огни вечерней смены, х. м., 1964. Утренние гудки, х. м, 1964. Углеразрез, х. м., 1964. Серия работ «По Средней Азии», х. м., 1966. Лаборатория пространства, х. м., 1966. Натюрморт «Агавы и кактусы», х. м., 1966. В леспромхозе, х. м., 1966. Стройучасток, х. м., 1966. Локатор, х. м., 1966. «Черные рыбы» 1967. «Март. Синие тени.» 1969. Триптих «Индустриальные ритмы», 1970—1974: Смена, х. м.; Химзавод, х. м.; Пусковой объект, х. м. «Натюрморт с апельсинами» 1971. Август в Башкирии, х. м., 1974. Красные телефоны, х. м., 1974. Комплекс росписей интерьеров Дворца культуры нефтяников в г. Ишимбае БАССР (руководитель), 1959. Эскизы комплексного оформления Ново-Уфимского нефтеперерабатывающего завода в г. Уфе (руководитель), 1963. Мозаика фриза экстерьера Дворца культуры завода «Синтезкаучук» в г. Стерлитамаке, 1966—1971 (совместно с Б. Я. Палеха, Н. А. Русских, В. А. Юдиным). Мозаика-панно в экстерьере здания научно-исследовательского учреждения в г. Уфе, 1972—-1974. Эскизы декораций к опере Н. А. Римского-Корсакова «Снегурочка», х. м., 1953—1960. «К поэту» 1977. «Флоренция» 1982.

### Сценография
“Поездки, этюды, эскизы, терпеливая моя мастерская − свидетель стольких разочарований! Смутные догадки, снова срывы, кажется, нет конца неудачам, появляется даже привычка к ним, но теплое волнение жизни снова зовет к работе, и постепенно возникает предчувствие находки, приходит умение мыслить живописью”
- «Хованщина» М. П. Мусоргского (1953 год)
- «Снегурочка» Н. Римского-Корсакова (1957)
- «Коварство и любовь» Ф. Шиллера (1961)
- «Руслан и Людмила» М. И. Глинки (1963)
- «Всеми забытый» Н. Хикмета (1964)
- «Каменный цветок» С. С. Прокофьева (1968)
- «Бахчисарайский фонтан» Б. В. Асафьева (1970)
- «Дон Карлос» Ф. Шиллера (1978)

### Выставки
Персональные:
- 1969, 1974 (Уфа)
- 1973, 1984, 1989 (Москва)
- 1974 (Тюмень)
- 1974 (Омск)
- 1974 (Бийск)
- 1974 (Кемерово)
- 1974 (Свердловск)
- 1975 (Ленинград)
- 1977, 1982, 1991, 1997, 2000 (Вологда)

Всесоюзные:
- «Художники театра и кино» (1956 год, Москва)
- посвященные Всемирному фестивалю молодежи (1957, Москва)
- Всероссийская художественная выставка, посвященная 50-летию Советской власти, 1969.
- Всероссийская выставка «Художники театра и кино», Ленинград, 1974.
- Выставка произведений художников РСФСР, Кишинев.
- Выставка произведений художников РСФСР, Таллин.
- Выставка произведений художников РСФСР, Баку.

Республиканские:
- «Советская Россия» (1960, 1965, 1970, 1975, Москва)
- «Художники Башкирии» (1956, 1957, 1959, 1962, 1966, 1976, Уфа)

Зональные:
- «Урал социалистический» — (1964, Свердловск)
- «Урал социалистический» — (1969, Челябинск)
- «Урал социалистический» — (974, Уфа)
- «Советский Север» — (1979, Сыктывкар)
- «Советский Север» — (1984, Новгород)
- «Художники Севера» — (1988, Мурманск)

Тематические:
- Искусство земли Вологодской XIII—XX вв. (1990, Москва)
- Художественные сокровища Вологодской земли. (1991, Ленинград)
- Художественные сокровища Вологодской земли. (1993, Нижний Новгород)
- Дни Вологодской области в Москве (1995, Москва)

## Мемориальная мастерская

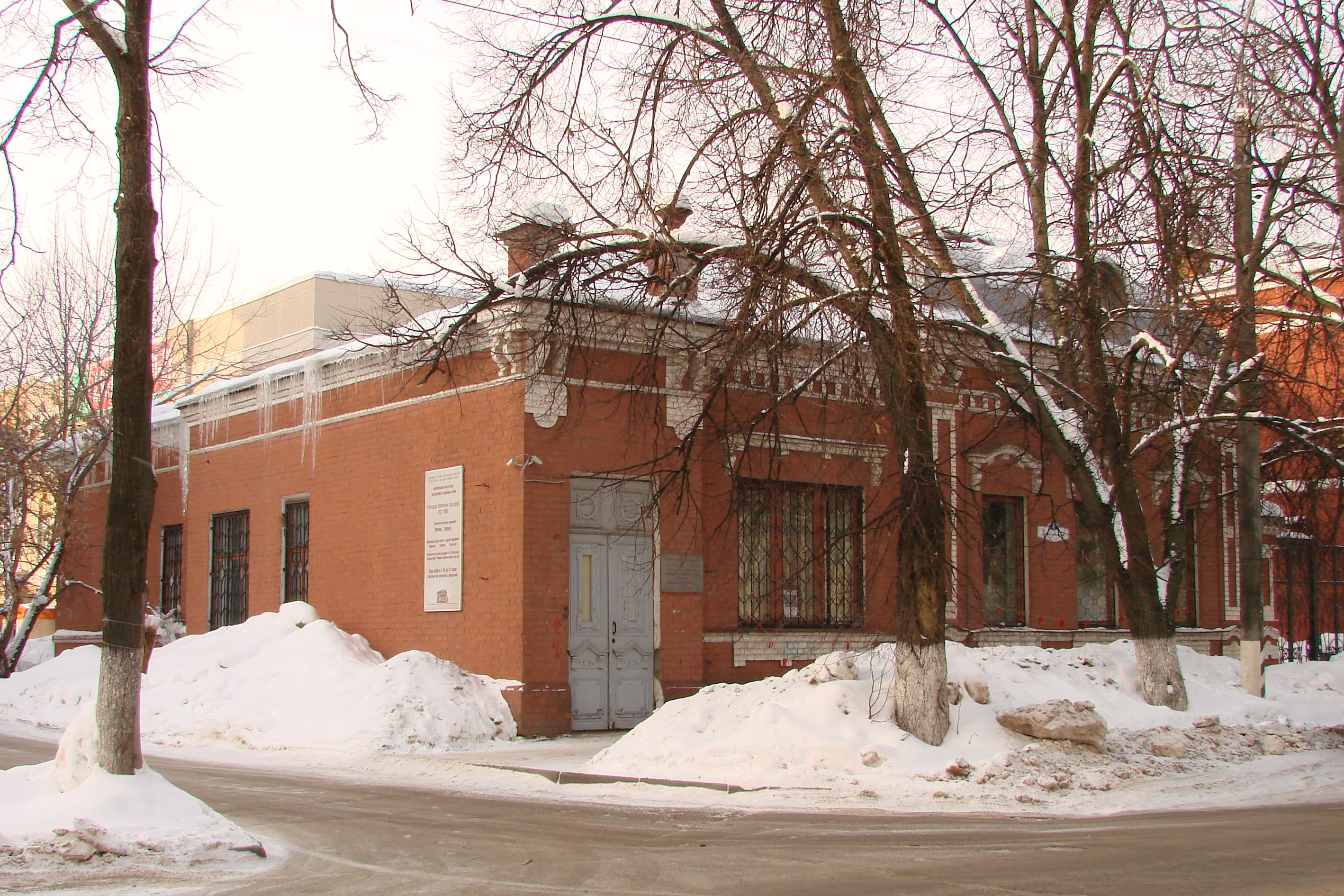
Мемориальная мастерская А. В. Пантелеева

С 1981 года Александр Васильевич Пантелеев работал в одноэтажном кирпичном особняке конца XIX века на улице Козленской, дом 4. При жизни художника в его творческой мастерской хранилось около 100 картин и 1000 рисунков.
7 апреля 1993 года состоялось торжественное открытие Мемориальной мастерской А. В. Пантелеева филиала Вологодской областной картинной галереи. В первые годы работы мемориальной мастерской проводились многочисленные тематические выставки, раскрывающие особенности творчества художника:
- «Пикассо и Пантелеев»
- «Раннее творчество Пантелеева»
- «Пушкинский цикл»
- «Театр в творчестве и судьбе»
- «Италия в творчестве художников»
- «Экологическая тема в творчестве»
- «Французские тенденции»

## Награды и звания
- Заслуженный художник БАССР (1966)
- Медаль «За трудовую доблесть» (1971)
- Заслуженный художник РСФСР (1974)